# Баба-султан
Баба́-султан или Баба́-хан (ок. 1530—1582) — правитель Туркестана с 1556-го по 1582 год, из династии Шейбанидов.
Как потомок «старшей», «самаркандской ветви» Шейбанидов, в течение двадцати пяти лет оказывал сопротивление растущему влиянию «младшей», «бухарской ветви», в лице Абдулла-хана II стремившейся объединить владения Шейбанидов в Мавераннахре и Хорасане под своей властью. В ходе решающего столкновения, начавшегося в 1580 году, потерял все свои владения и войска. После двух лет скитаний в степях был случайно захвачен своими врагами и тут же убит.

## История
Баба-султан — один из восьми (по другим сведениям — пяти) сыновей «Хана всех узбеков» (1551—1556) Науруз-Ахмеда.
Родовым владением Науруз-Ахмеда был Ташкент, которому подчинялись Туркестан и Ходженд. Последние пять лет жизни Науруз-Ахмед правил и в Самарканде и воевал с нежелавшей подчиняться ханам Самарканда Бухарой (1554—1556).

### Сын Великого хана (1556—1567)
После смерти отца в сентябре или ноябре 1556 Баба-султан захватил власть в Самарканде, но уже в апреле 1557 был разбит коалицией шейбанидских султанов во главе с бухарским султаном Абдулла-ханом в роще Йилан-Ути, недалеко от Самарканда, и вынужден отступить в свои владения — в Туркестан.
В Туркестане ему пришлось отражать частые набеги казахских кочевников, при новом хане начавших активно теснить Шейбанидов в среднем и верхнем течении Сырдарьи и угрожавших даже Ташкенту. В эти годы Баба-султан сохранял видимую лояльность Верховному хану, правившему из Бухары, поскольку это делало его постоянных северных врагов врагами всего шейбанидского государства. Очень вероятно, что он участвовал в походе Абдулла-хана на Герат (1567), поскольку говорится, что в этом походе участвовали «войска Самарканда и Ташкента».

### Борьба за Самарканд (1568—1576)
В начале 1568 года между Шейбанидами Бухары и Самарканда разгорелась распря из-за обладания городом Шахрисябз. В последовавшей войне Баба-султан участвовал на стороне самаркандского правителя, тоже недовольного переносом столицы из Самарканда в Бухару. В ходе войны лидер бухарских Шейбанидов Абдулла-хан захватил и разграбил Самарканд, а потом ещё дважды разбивал войска самаркандцев (при крепости Дабусия и в Гидждуванском тумане), однако по итогам войны Шахрисябз остался за Самаркандом.
В 1572 году умер правитель Самарканда. Баба-султан вышел с войсками Ташкента и Туркестана, чтобы помочь законному наследнику отвоевать город, уже захваченный другим претендентом на трон. Успех гарантировал бы ему и его родственникам высокое положение среди влиятельных самаркандских султанов. Один из его довольно значительных отрядов, сопровождавших «наследника», неожиданно встретился с объединёнными силами Абдулла-хана и «узурпатора» в местечке Кёк-гумбаз и был полностью уничтожен, при этом законный наследник попал в плен и, скорее всего, впоследствии убит. Потеряв наследника, Баба вынужденно отступил.
После гибели этого наследника, право на трон в Самарканде получал уже и старший брат Баба-султана, Дервиш-хан, правивший Ташкентом. В 1574 году, пользуясь отсутствием Абдулла-хана, Баба-султан повторил попытку захватить Самарканд, чтобы, видимо, воцарить там своего брата. Абдулла-хан успел вернуться и преградить дорогу к Самарканду на берегах Сырдарьи. После трёхмесячного противостояния, стороны заключили мир. В том же году Баба-султан арестовал своего старшего брата, Дервиш-хана, правителя Ташкента, «за то, что выражал покорность Абдулла-хану» и отправил его под охрану в Туркестан.

### Поражение (1576—1578)
В апреле 1578 Абдулла-хан осадил Самарканд под предлогом вассальной неверности правителя. Два месяца упорных боёв хорошо укреплённый город держался. Падение Самарканда значило бы невероятное усиление «бухарской партии» шейбанидов, поскольку большинство их соперников из «самаркандской партии» уже либо погибли, либо лишились владений, либо признали себя «младшими братьями» Абдулла-хана. Баба-султан собрал всех противников Бухары, каких только смог, и поспешил на выручку самаркандскому хану.
Зная о приближении Баба-султана, Абдулла-хан согласился на предложенный самаркандским ханом мир. В свою очередь, самаркандский хан, заключив мир, тоже узнал о приближении Баба-султана с большим войском и задумал нарушить едва скреплённый договор, как только Баба-султан прибудет. Своим планом он поделился с одним из сыновей, сын поделился со старшим братом, а тот, давно мечтавший о троне отца, — с Абдуллой. Абдулла-хан сговорился с сыновьями и они захватили власть в городе, застигнутый врасплох отец босиком сел на коня и попытался бежать, но наткнулся на караул воинов Абдуллы. Подчинив таким образом Самарканд, Абдулла-хан, усиленный отрядами новоприсягнувших самаркандцев, двинулся навстречу Баба-султану.
В последовавшей на берегах реки Заамин-су серии сражений Баба-султан и его союзники, — «из-за исключительного самомнения», как выразился современник событий, — потерпели поражение. Большинство важных союзников Баба-султана погибли или попали в плен. Сам Баба-султан отступил сначала к Ташкенту, затем — к Туркестану. Но и там закрепиться он посчитал бесполезным или опасным и отправился через степи и пески к мангытам, — возможно, в надежде приобрести союзников.
Абдулла-хан продолжил наступление. Ташкент сдался без боя, выдав Абдулле враждебные ему семьи и уплатив большую контрибуцию. Так же сдались и туркестанские крепости — Отрар, Сыгнак, Сауран и Туркестан, оставленные Баба-султаном без защиты. Правителем Ташкента с подчинёнными городами Абдулла-хан назначил старшего брата Баба-султана, — того самого Дервиш-хана, пострадавшего четыре года назад за верность Абдулле.
В ноябре 1578 Баба-султан, изъявив полную покорность, попросил о мире. Абдулла-хан последовательно уничтожал своих соперников, но делал это не спеша, всегда дожидаясь серьёзного повода, оправдывавшего его в глазах подданных, и не забывал, что великодушие может принести больше сторонников, чем жестокость. Публичное унижение врага, просящего пощады и получившего из рук победителя не только жизнь, но и имущество, гарантировало ему славу и правоту при любом развитии событий. Поэтому он даровал мир и прощение и пожаловал Баба-султану его родовое владение — Туркестан с городами, с условием, что он во всём будет подчиняться своему брату, правителю Ташкента, Дервиш-хану.

### «Ташкентский мятеж» (1579—1580)
В 1579 году Баба-султан заключил союз с казахами Дешт-и Кипчака, уступив им Туркестан и Сауран в качестве союргалов и взяв с них обещание помочь в случае войны. Абдулла-хан был «очень обеспокоен» этим «мирным» проникновением северных кочевников в земли Шейбанидов. Баба оправдывался тем, что иначе они пришли бы к нему с войной и было бы хуже. В свою очередь, казахи прислали к Абдулле послов «с заверениями в дружбе и верности договору».
Осенью произошёл ряд нападений на бухарские и самаркандские земли с территорий, подвластных Баба-султану. Прямо обвинить Баба-султана в этих нападениях было нельзя, но на его землях и при его дворе действительно находили убежище многие противники Бухары самого разного происхождения. Абдулла передал с послом, что «пока Баба-султан не поймает всё это сборище разбойников и разношёрстное войско враждебных султанов и не истребит их или не изгонит из своего двора, перед ним ни за что не откроются ворота дружбы». Не успели послы добраться до Ташкента, Баба-султан казнил там ставленника Абдуллы — своего брата Дервиш-хана (вряд ли полнокровного), а с ним и некоторых его советников. Тогда же стало известно, что сыновья Баба-султана осадили Андижан.
Абдулла-хан объявил общий сбор войск и в начале 1580 года двинулся к Ташкенту.
Баба-султан «расстроился», — у него были объяснения всему происшедшему, — но велел всем своим городам готовиться к обороне. Он послал к казахам, своим союзникам, сказать, чтобы прислали людей на переговоры о предстоящей войне. Но его надежды на Казахскую орду рухнули, когда посланник вернулся и сообщил, что казахи отправили людей якобы для переговоров, а сами задумали его убить, чтобы задобрить Абдуллу. В апреле послами от казахов к Баба-султану прибыл его тесть Джалим-бек с двумя сыновьями, а с ним и два сына главного казахского хана, Хак-Назара, со своими людьми.
Когда в результате переговоров осталась только идея вместе отправиться к Хак-Назару, а уж там действовать, как он скажет, Баба-султан решил, что это подтверждает заговор (зачем ему ехать к Хак-Назару?) и, выждав момент, приказал посольство перебить. Также он отправил своего верного союзника, самаркандского султана Бузахура с войском, приказав найти и напасть на становище хана Хак-Назара. «Хотя в это время Баба-султан и не обладал такой силой, чтобы подобное дело могло исходить от него», — критически отметил современник. Скорее всего, гибель в мае 1580 хана Хак-Назара была случайным стечением неблагоприятных обстоятельств.
Весть о ссоре Баба-султана с казахами обрадовала Абдуллу (есть версия, что он эту ссору и устроил). Через религиозных посредников даже началась дипломатическая игра: Абдулла хвалил Баба-султана за убийство общих врагов и обещал полностью простить Баба-султана и вернуть ему правление в Ташкенте, если Баба-султан «свяжет арканом судьбы» ещё и Бузахур-султана, с большим уроном нападавшего на самаркандские владения прошлой осенью. Абдулла не первый раз использовал это средство разделить своих врагов. Баба-султан каялся и клялся и изъявил полную готовность поймать и выдать Бузахура, попросив на это десять дней. И действительно выступил по следам Бузахура на восток.
Однако вместо Бузахура Баба-султан встретился с напавшим на него ханом казахской орды Шигаем, «исполненным сильной жаждой мести». У Шигая было две причины напасть на Бабу: во-первых, это убийство казахских послов (двое из которых были двоюродными племянниками Шигая), — по законам степей преступление, которое не прощается; во-вторых, Шигай-хан «с давних пор проявлял себя как сторонник государя Абдулла-хана». Таким образом становилось понятно, что переговоры и условия мира были лишь ловушкой Абдуллы, банкой, в которой по его замыслу передрались бы между собой опасные для Абдуллы скорпионы. И Баба-султан ринулся в бой «подобно леопарду» и обратил войска Шигая в бегство. Захватив много добычи, он вернулся в ташкентские земли. Закрепившись у крепости Сайрам, он стал готовиться к битве, — решающей битве между родовитыми потомками когда-то могущественных самаркандских ханов и новым хозяином Мавераннахра из Бухары.

### Крах и гибель (1580—1582)
Битва произошла летом 1580 года на подступах к Ташкенту, на берегах реки Чирчи́к. Начало битвы сложилось в пользу Баба-султана: с большим уроном ему удалось опрокинуть перешедший реку передовой отряд войск Абдуллы; однако, как это часто бывает, увлёкшись преследованием, войска Баба-султана расстроили свой боевой порядок и контратака основных сил Абдулла-хана оказалась сокрушительной. — Баба-султан проиграл, потеряв многих воинов. Его союзники (в основном, дяди, братья и сыновья) рассеялись по ташкентским крепостям. Сам Баба-султан отступил к Туркестану.
Близость Ташкента спасла Баба-султана от неминуемой гибели, — вместо преследования Баба-султана, Абдулла-хан приступил к городу. А Ташкент оборонялся на удивление упорно. Городское ополчение, вооружённое чуть ли не дубинами, и наёмная городская стража, вооружённая стараниями горожан со всей возможной полнотой, нанесли войскам Абдуллы урон даже больший, чем Баба-султан. Взяв Ташкент после длительной осады, восхищённый Абдулла-хан помиловал его за храбрость защитников, ограничившись лишь назначением нового правителя.
В 1581 году отряды Абдулла-хана искали и преследовали рассеянных союзников Баба-султана по всему шейбанидскому царству, от левобережья Сырдарьи до восточных пределов Ферганской долины. Сам Абдулла стоял лагерем на пастбищах северного склона Каратау, недалеко от крепости Узкент. Здесь к нему присоединился хан Шигай, дав присягу верности и получив в удел Ходженд. Летом Абдулла распустил войска и вернулся в Бухару. Баба-султан в это время, «подобно слабому комару, избегающему сильного ветра, скрывался на окраинах туркестанского вилайета».
В начале весны 1582 года Абдулла выступил в поход, полный решимости покончить с Баба-султаном. Сначала он направился к сильному опорному пункту ташкентских владык — крепости Сайрам. После нескольких дней боёв, через посредничество религиозных братьев из тариката накшбандия, Абдулла согласился на сдачу с условием пощады, и двинулся дальше — к северным границам туркестанских земель. Избегая сражения, Баба-султан отступал всё дальше на восток, в конце концов укрывшись в сердце казахских кочевий — горах Улытау.
Здесь он надеялся отсидеться в безопасности, потому что так глубоко внутрь казахских степей бухарцы давно не заходили. Но в этот раз с Абдуллой был его союзник и кровный враг Бабы казахский хан Шигай со своим сыном и большим войском. — Они провели Абдуллу к местам, где укрывался Баба-султан. К тому времени к Баба-султану уже присоединился Бузахур-султан, и вместе они успели собрать кое-какое войско, так как «большинство казаков на Улу-Тауских горах было на стороне Баба-хана». Однако, узнав о приближении Абдуллы, Баба-султан бросил всё и всех и «в три перехода» ускакал в противоположный край степи — к мангытам.
Отряды Абдуллы и Шигая рассыпались по всему Дешту в поисках Бабы или его приспешников. Сам Абдулла, так и не встретив врагов в утомительном и опасном походе по пустыням, вернулся в туркестанскую область и захватил все её крепости, начиная с Саурана.
Наконец, в августе 1582, Тауекель-султан, сын хана Шигая, выследил Баба-султана на подходе к Туркестану, — говорят, Баба надеялся собрать там новое войско… Голову Баба-султана провезли по всем городам государства вместе с победной реляцией об истреблении всех мятежников и воцарении долгожданного мира.
Все пять сыновей Баба-султана воевали вместе с отцом и, скорее всего, погибли; хотя один из них, Абд Аль-Джаффар, — точно после отца и тоже от руки Тауекеля.

## Историография
Почти всё, что известно о личности Баба-султана, известно из хроники «Книга шахской славы» («Шараф-наме-йи шахи»), которую около 1594 года написал на персидском языке придворный историк и поэт Абдулла-хана Хафиз-и Таныш ал-Бухари. Разумеется, книга, написанная в лагере победителя, не может быть объективной, и к оценке роли Баба-султана в истории Бухарского ханства во второй половине XVI века следует подходить с осторожностью.
Баба-султан и Абдулла-хан были почти ровесниками, образованными детьми образованных владык, одинаково честолюбивыми, энергичными и гибкими; оба были последовательными сторонниками объединения государства Шейбанидов под властью одного правителя, — только каждый хотел видеть этим правителем себя. Если общепризнанно, что Абдулла-хан в подвластных ему городах покровительствовал религии, культуре, ремёслам, торговле и стремился подчиняться принятым законам, то нужно отметить, что в годы правления Бабы его города (Туркестан, Отрар, Сауран, Сыгнак, Ташкент) также достигли наивысшего расцвета.
Баба, что примечательно, неизменно пользовался поддержкой своих граждан, снова и снова набирал сторонников для своих военных предприятий, — другими словами, был необычайно популярен; его программа и образ действий вызывали сочувствие не меньше, чем программа и образ действий его более успешного соперника.
Примечательно также, что Баба-султан легко находил общий язык с кочевниками Дешта: он дважды укрывался у мангытов (скорее всего, там у него были родственники по материнской линии); он был женат на дочери казахского бека; он легко проник до Улытау, что трудно объяснить для Шейбанида; «степняки» то и дело упоминаются среди его воинов. — Возможно, «программа» Баба-султана, вызывавшая такой отклик в его владениях и у северных соседей в степях, была особо удачным сочетанием культур оседлых и кочевых родственных племён, населявших оазисы и степи в районе хребта Каратау.
И это нужно иметь в виду при оценке «неугомонного» Баба-султана, — сына «Хана всех узбеков» Науруз-Ахмеда.